# José Antonio Kast
José Antonio Kast Rist, född 18 januari 1966 i Santiago, är en chilensk advokat och konservativ politiker. I det chilenska presidentvalet 2021 var han en av kandidaterna, där han slutade tvåa efter Gabriel Boric.
Han var ledamot av den chilenska nationalkongressen mellan 2002 och 2018, där han representerande distrikt 24 i Peñalolén och La Reina. Fram till 2016 var han medlem av Unión Demócrata Independiente (UDI), vartefter han fram till 2019 var en oberoende politiker. 2019 grundade han ett republikanskt parti och tankesmedjan Republican Ideas. 
Kast har tidigare kandiderat till presidentvalet som en oberoende kandidat i valet 2017, och sedan 2018 har han varit ledare för Acción Republicana.
José Antonio Kast förespråkar lag och ordning och en fri marknad, samtidigt som han motsätter sig abort, samkönade äktenskap och illegal invandring. Han har bland annat jämförts med Jair Bolsonaro, och beskrivs av bland andra Deutsche Welle och The Guardian som en högerpopulist.